# 魯比里齊區
魯比里齊區是非洲中部國家烏干達的一個區，位於西部區，首府是魯比里齊，海拔高度1,300米，距離姆巴拉拉約90公里，西面與鄰國剛果民主共和國接壤，2002年人口估計為101,800。

## 外部連結
- Rubirizi District Homepage